# 大陸軍軍人一覧
大陸軍軍人一覧（だいりくぐんぐんじんいちらん）は、ナポレオンⅠ世の下で活躍した元帥及び将軍の一覧である。授与年順。

## 元帥(Maréchal)
→詳細はWikipedia記事「フランス元帥」も参照
元帥は軍の最終階級であったものの、その実はナポレオンの傀儡に近かった。ナポレオンは以下の26人を元帥に叙任した。
- ベルティエ：唯一無二の参謀。性格に難あり。(授与：1804年)

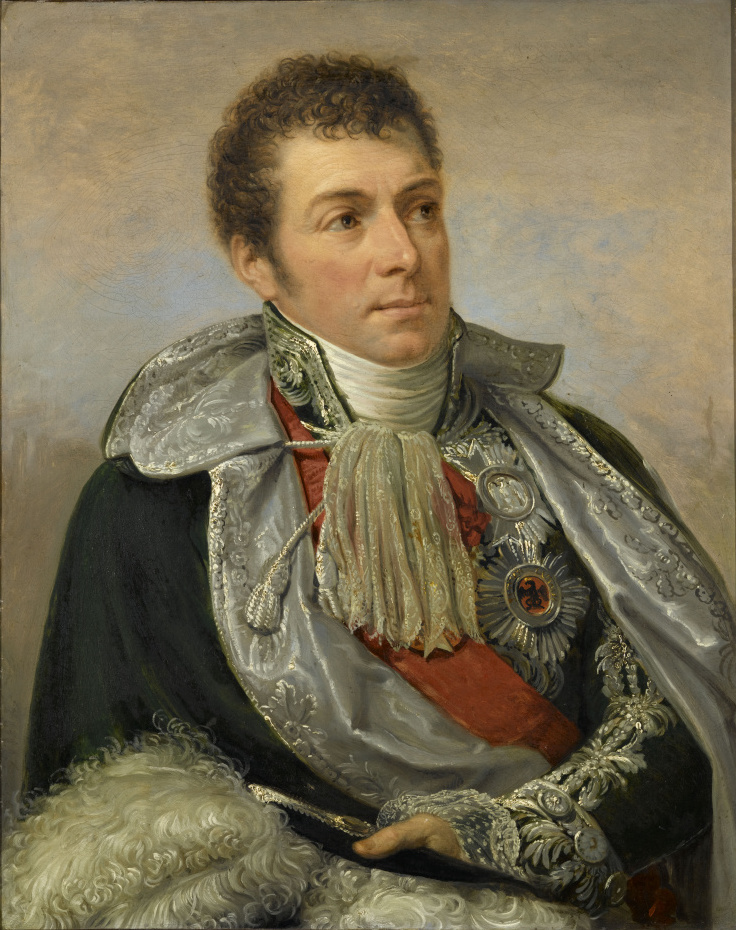
ベルティエ

- ミュラ：伝説的な騎兵指揮官。ランヌのライバル。色男。(授与：1804年)

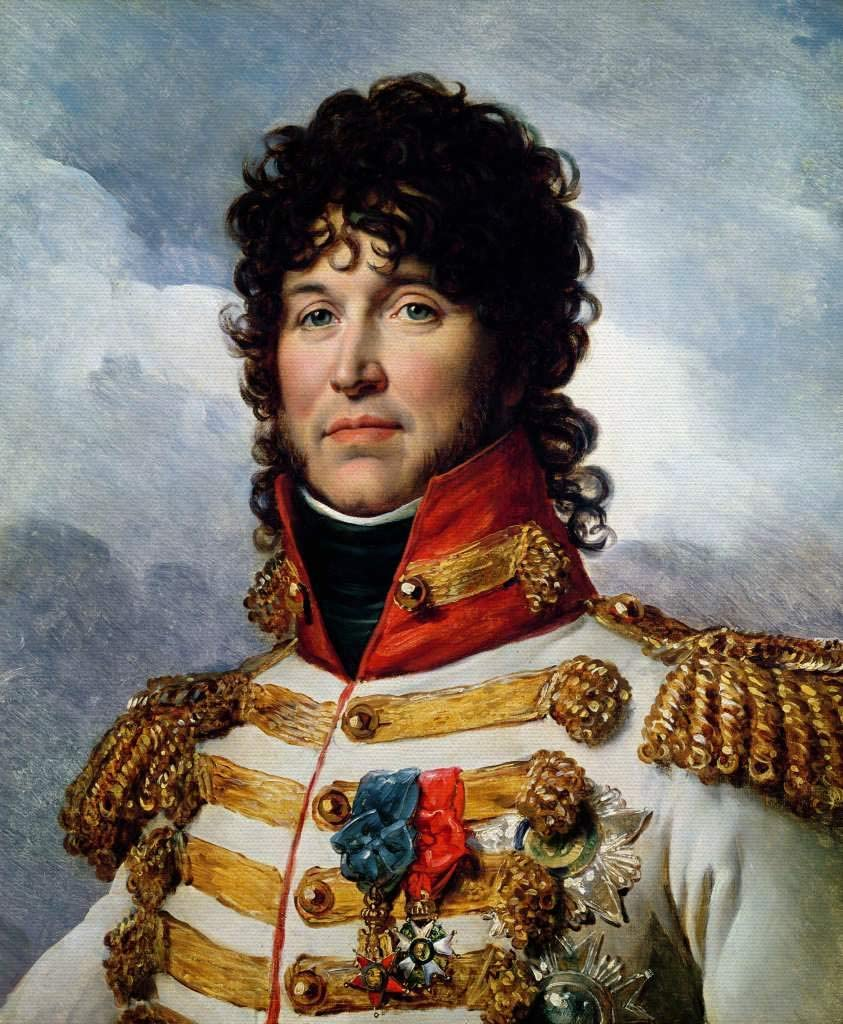
ミュラ

- モンセー：公正無私で高潔な司令官。主に留守を担った。(授与：1804年)

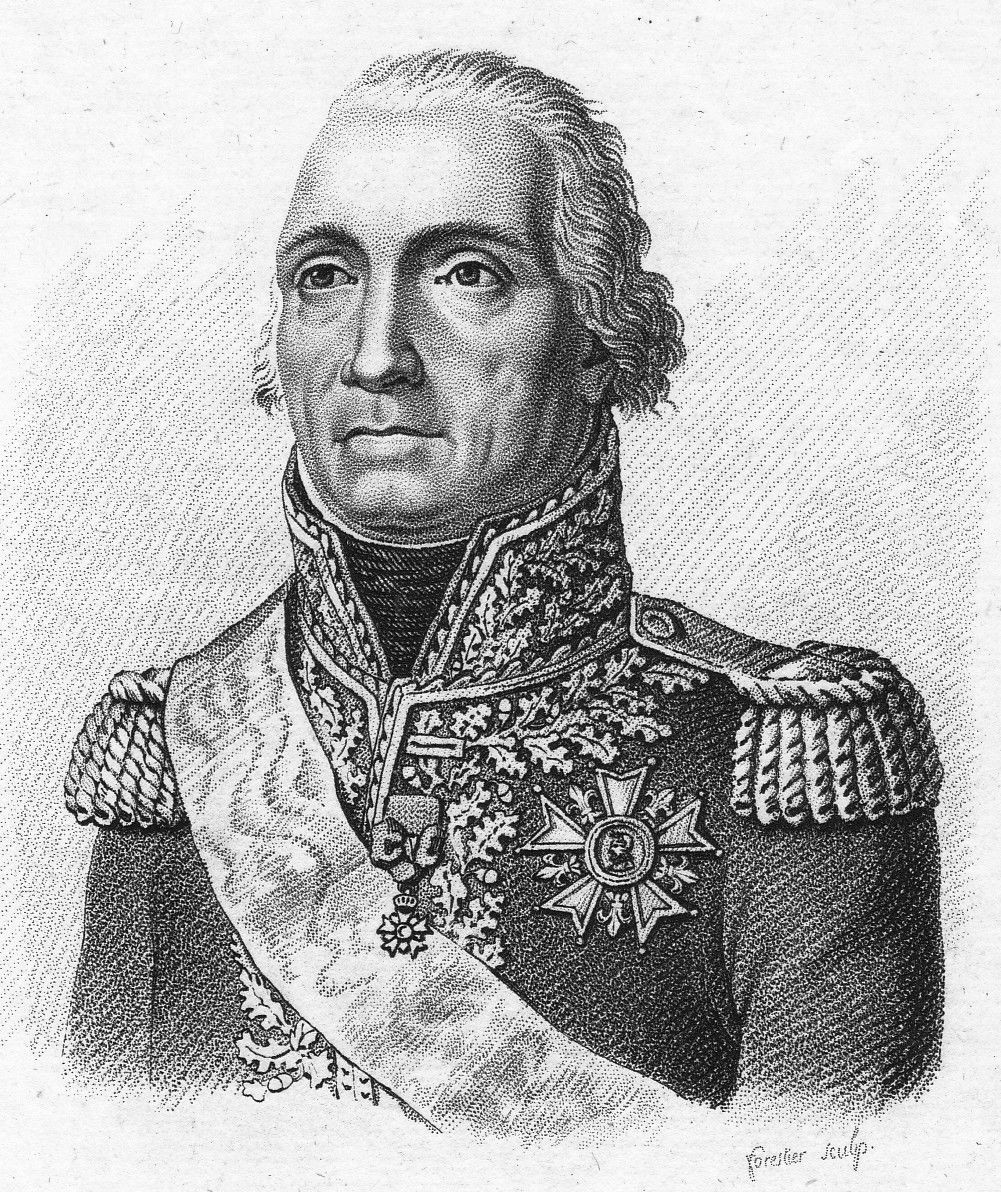
モンセー

- ジュールダン：古株の歩兵指揮官。優れた政治家。臆病な性格。(授与：1804年)

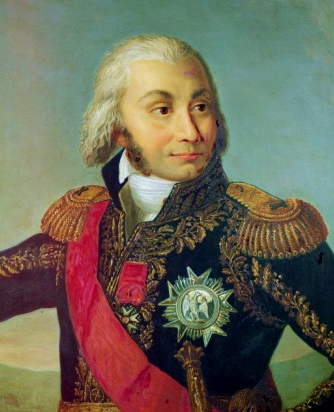
ジュールダン

- マッセナ：大陸軍切っての戦術家。飽くなき好色家。(授与：1804年)

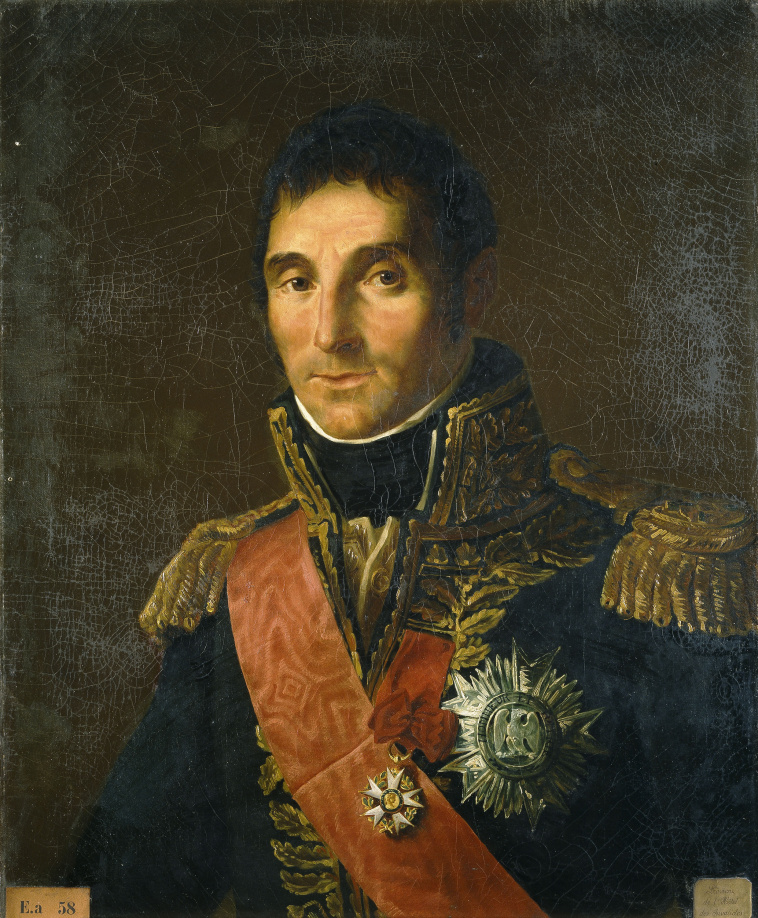
マッセナ

- オージュロー：欲張りな歩兵指揮官。剣豪。(授与：1804年)

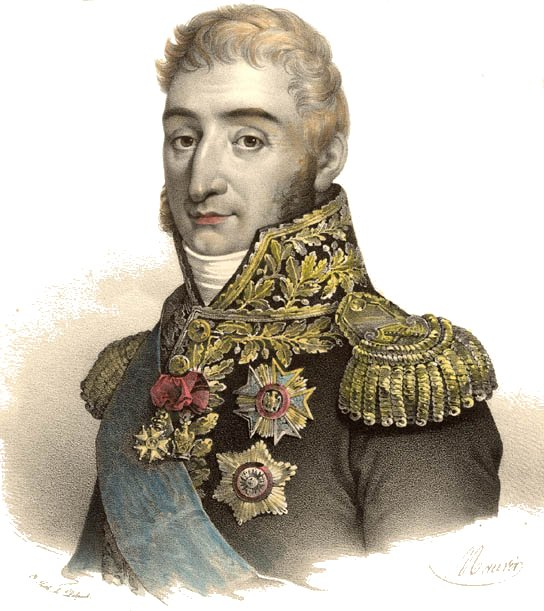
オージュロー

- ブリュヌ：功少なく、汚職三昧の歩兵指揮官。(授与：1804年)

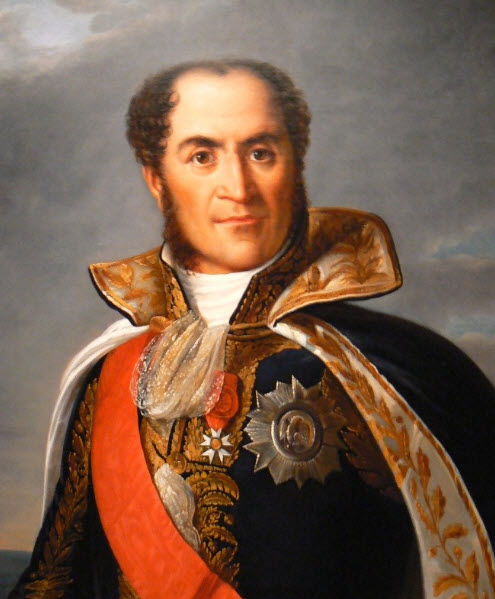
ブリューヌ

- スールト：優秀な歩兵指揮官。貪欲な俗物。(授与：1804年)

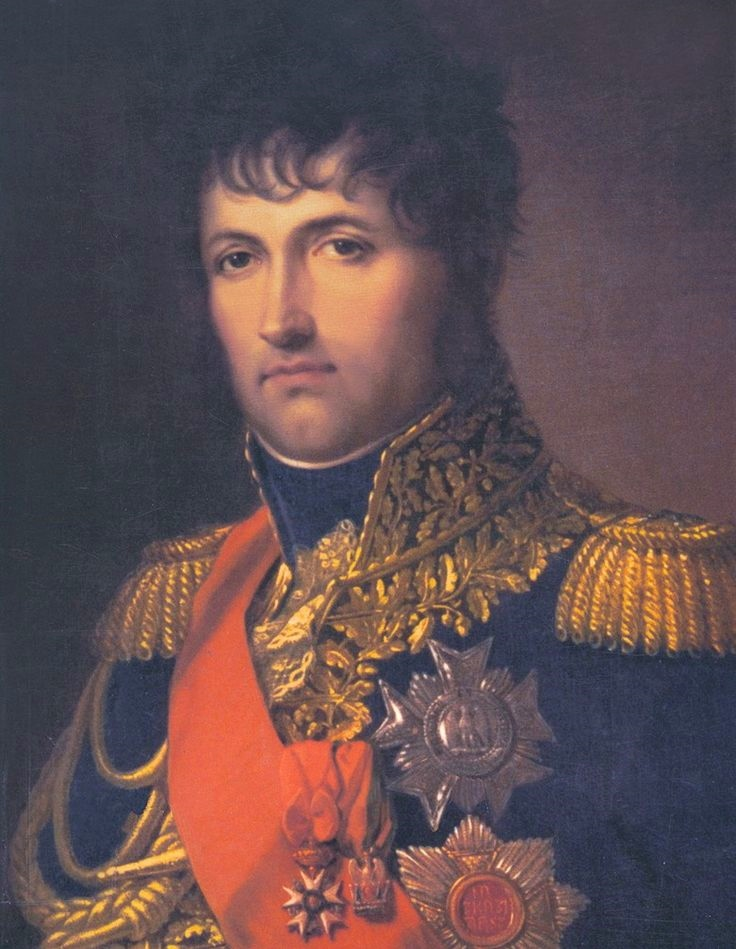
スールト

- ベルナドット：独創的な戦術家。ナポレオンのライバル。後のスウェーデン王。(授与：1804年)

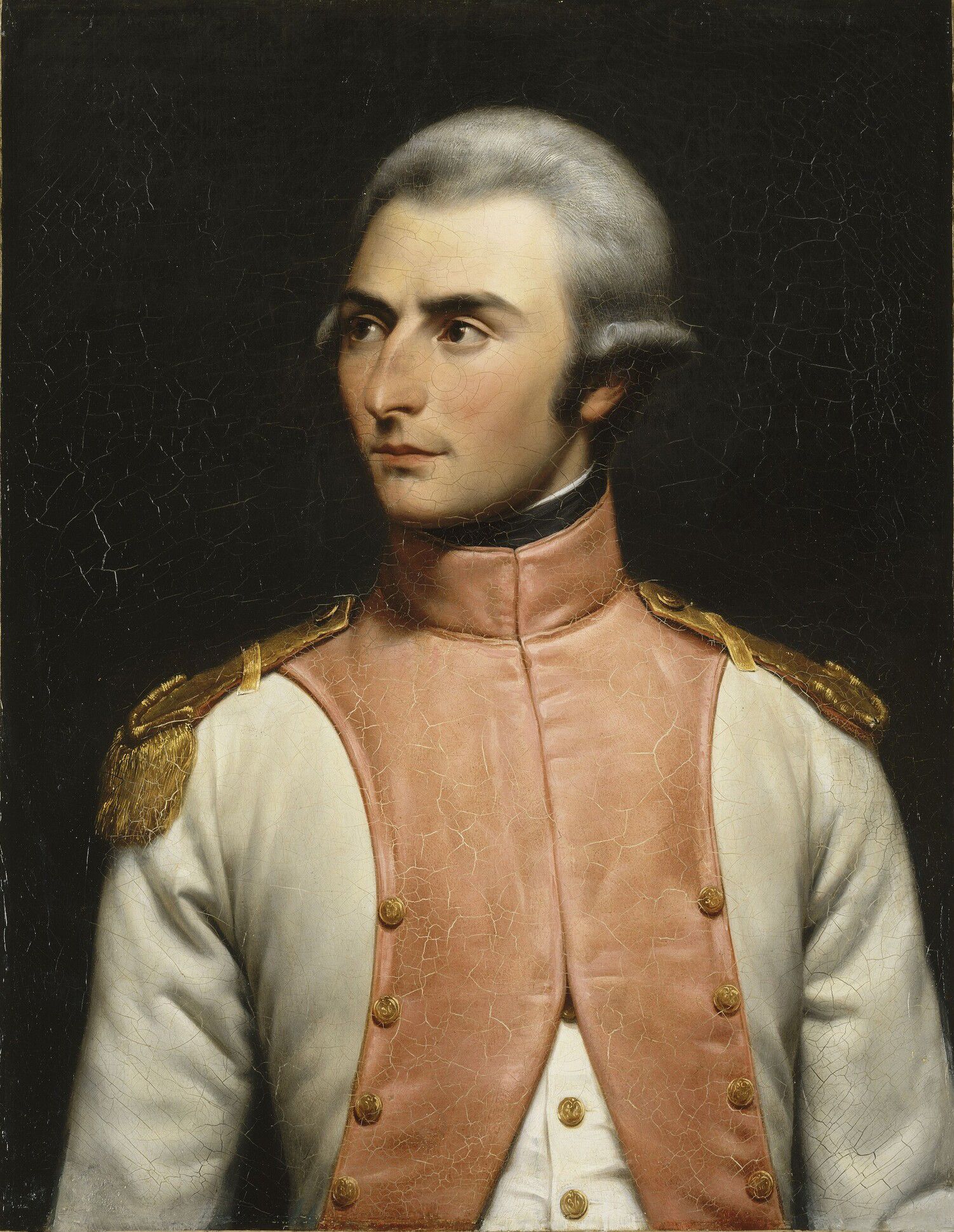
ベルナドット

- ランヌ：伝説的な歩兵指揮官。大陸軍切っての斬り込み隊長。激しい性格。(授与：1804年)

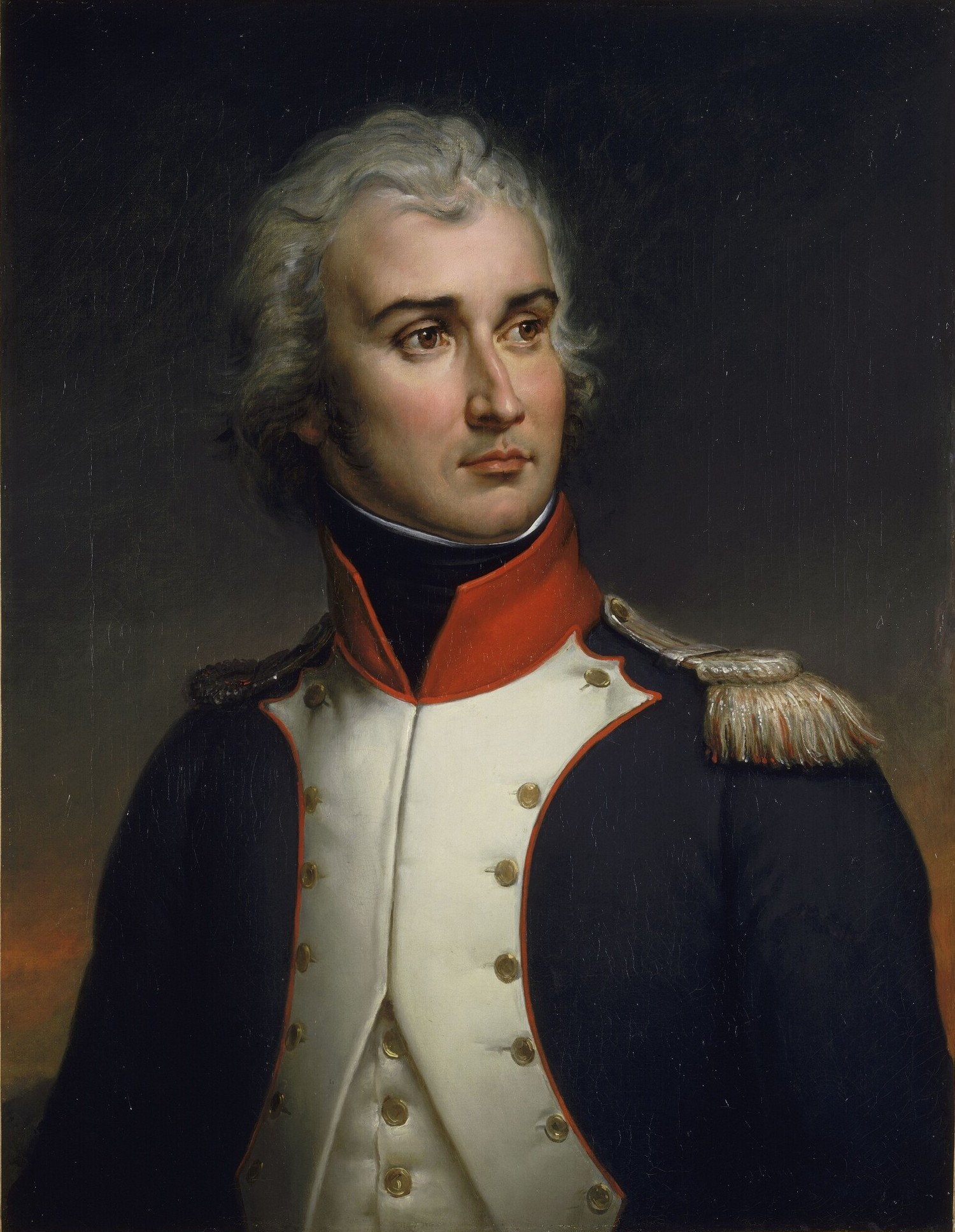
ランヌ

- モルティエ：温厚な戦術家。後の首相。(授与：1804年)

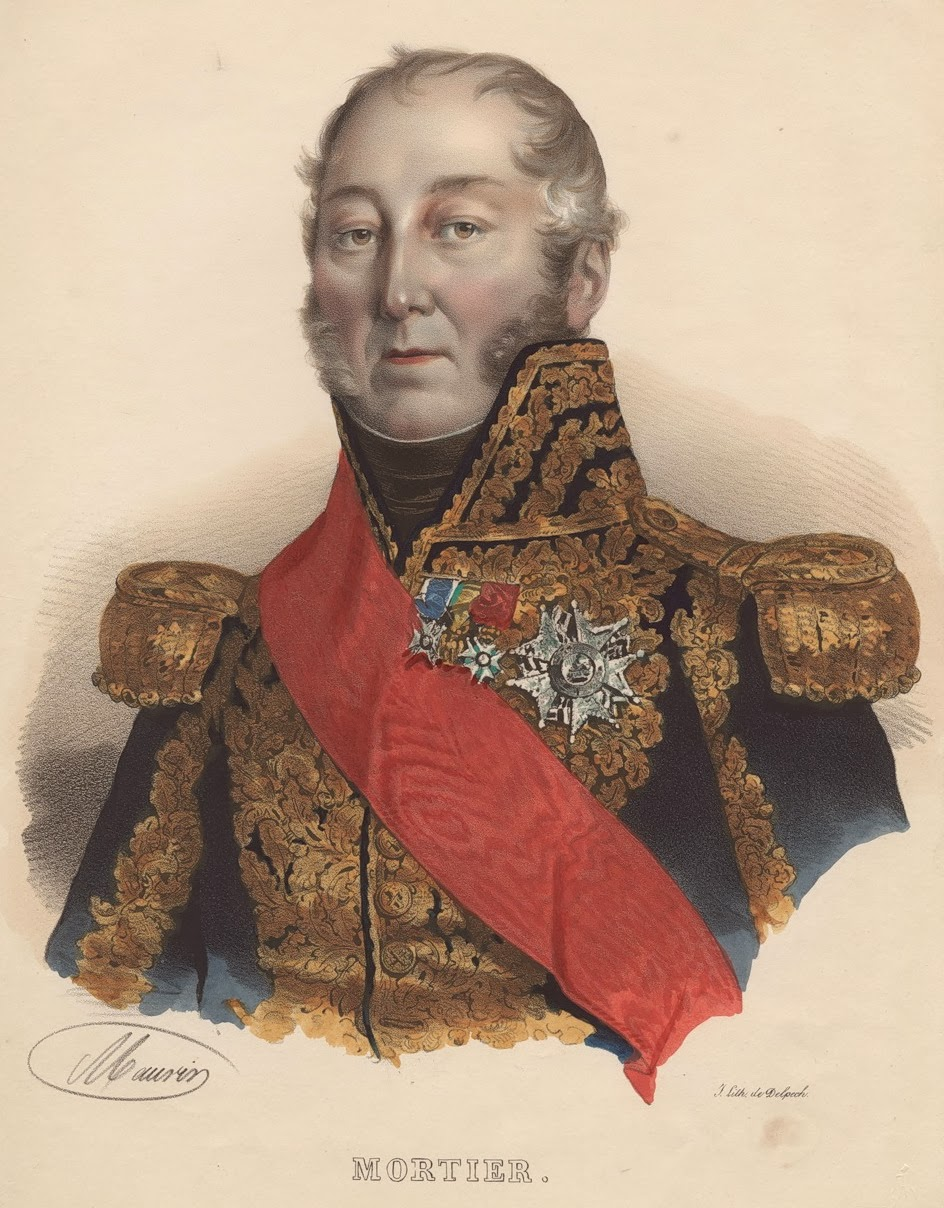
モルティエ

- ネイ：勇猛な歩兵・騎兵指揮官。粘り強く、人好きな性格。元帥の中で中心的な役割を果たした。(授与：1804年)

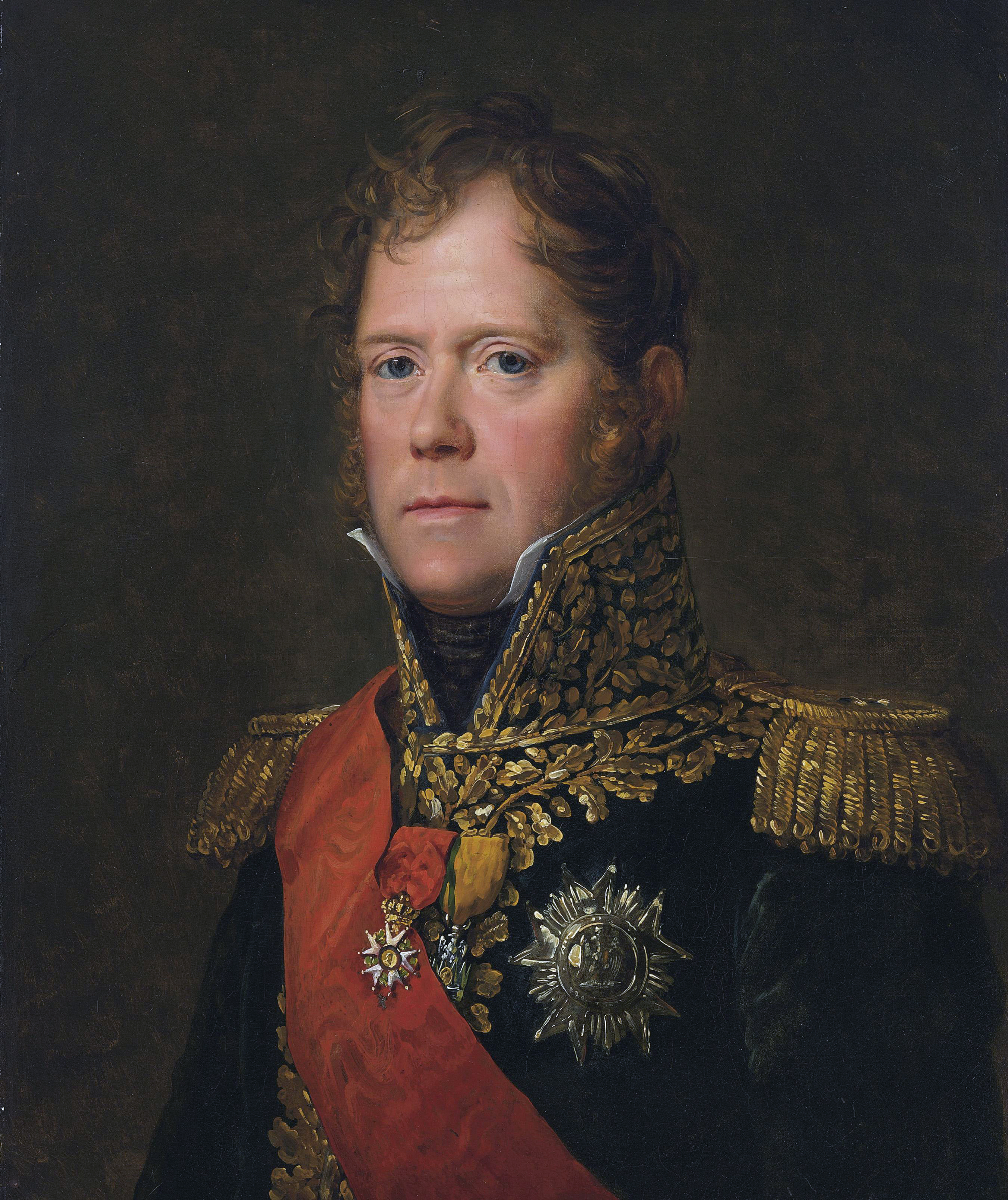
ネイ

- ダヴー：生涯不敗の戦術家。軍事面ではナポレオンを超える実力を持つが、性格は冷酷無比。(授与：1804年)

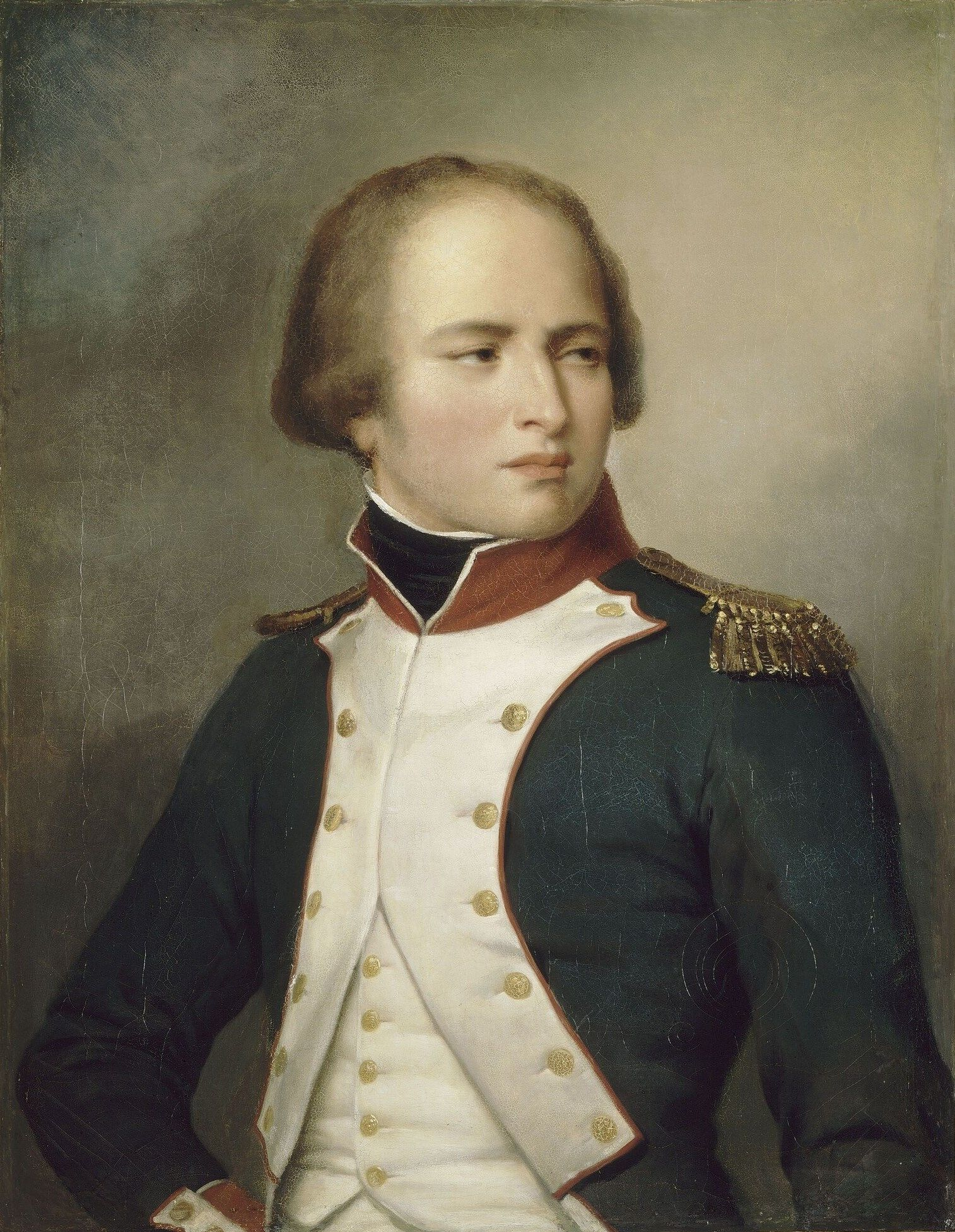
ダヴー

- ベシェール：ミュラの親友。慎重な騎兵指揮官。(授与：1804年)

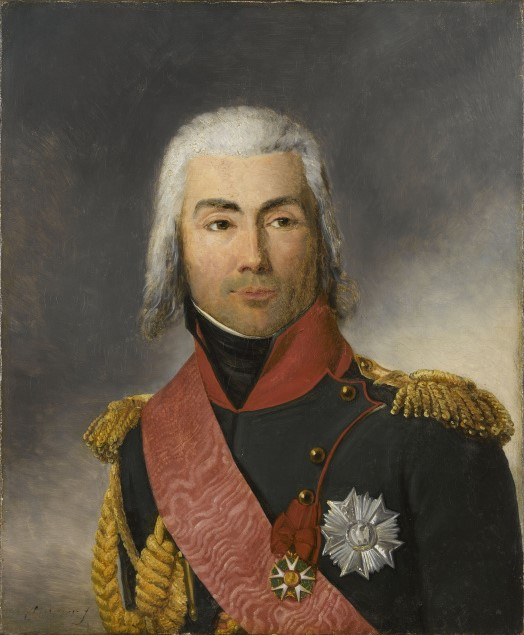
ベシェール

- ケレルマン：名誉元帥。国民からの知名度は高かった[2]が、目ぼしい活躍は無かった。(授与：1804年)

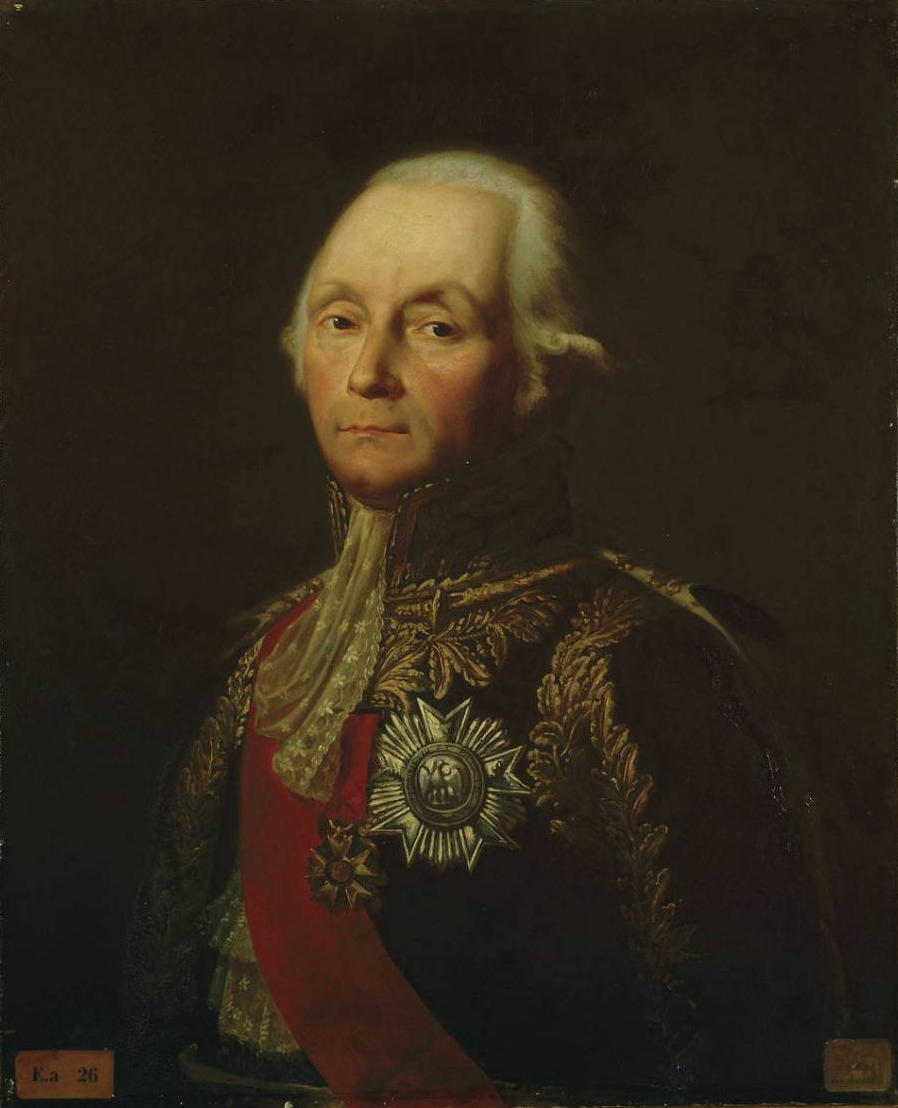
ケレルマン

- ルフェーヴル：名誉元帥。実直な歩兵指揮官。指揮能力は二流。(授与：1804年)

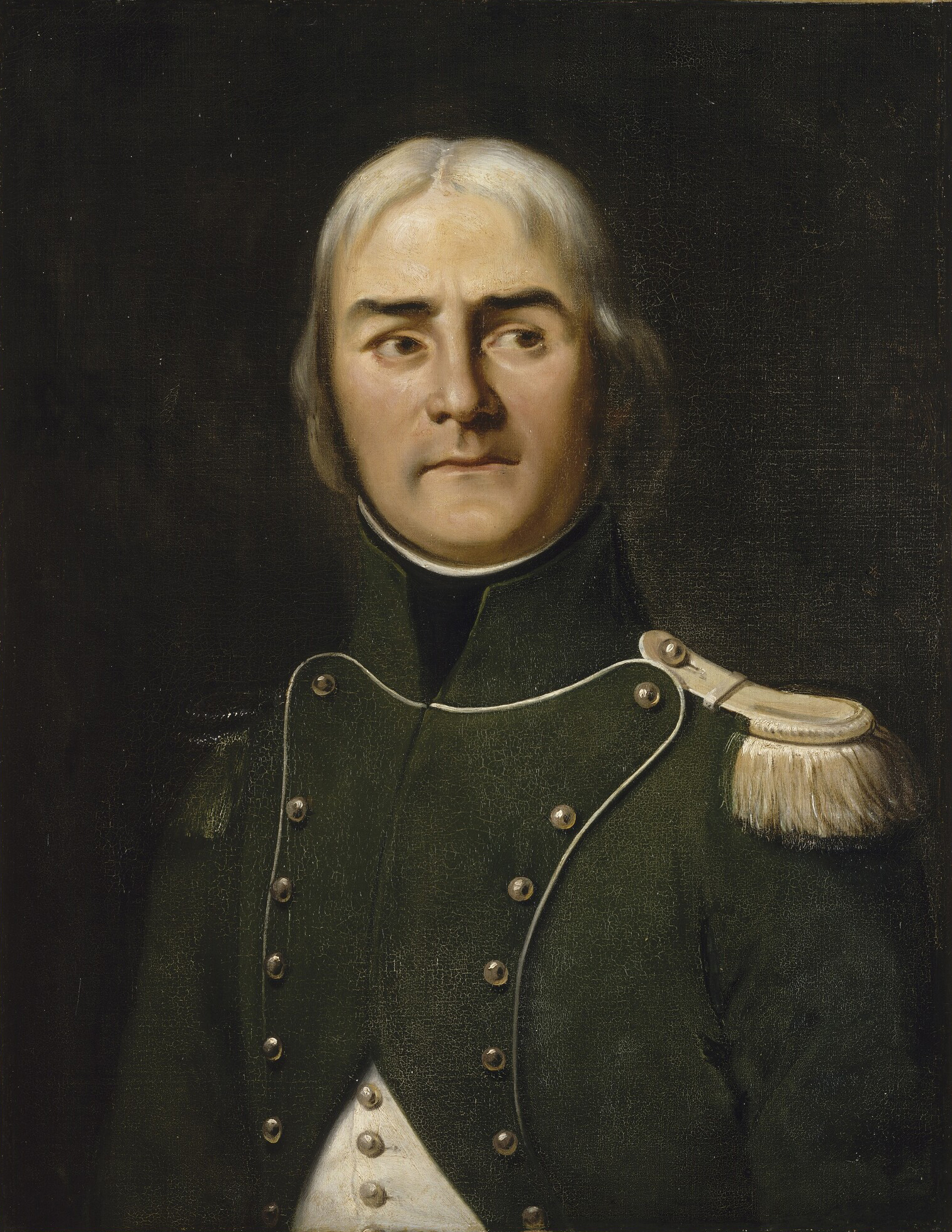
ルフェーヴル

- ペリニョン：名誉元帥。戦いに参加せず、印象が薄い。(授与：1804年)

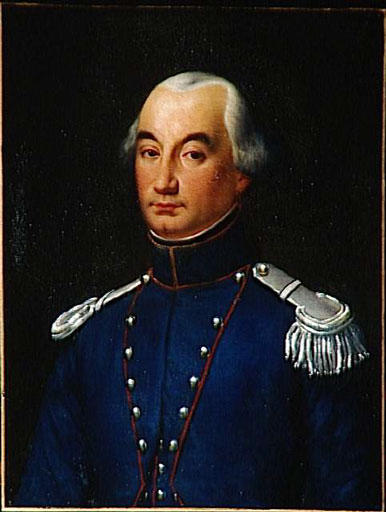
ペリニョン

- セリュニエ：名誉元帥。世捨て人めいた古株の軍人。目ぼしい活躍は無かった。(授与：1804年)

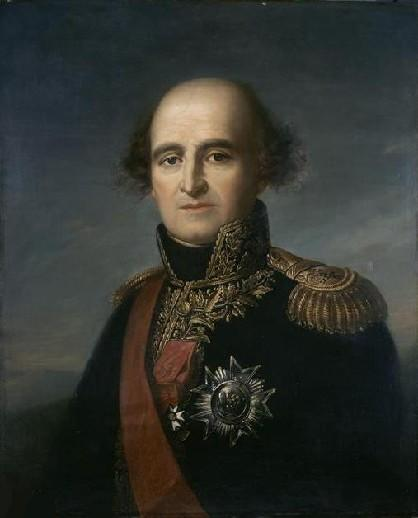
セリュリエ

- ヴィクトル＝ベラン：自由闊達な騎兵指揮官。(授与：1807年)

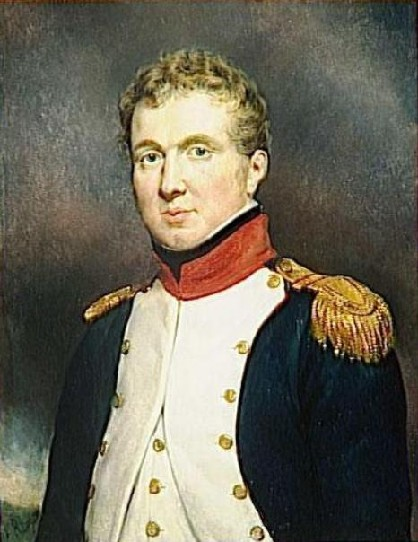
ヴィクトル＝ペラン

- マクドナル：誠実な歩兵指揮官。(授与：1809年)

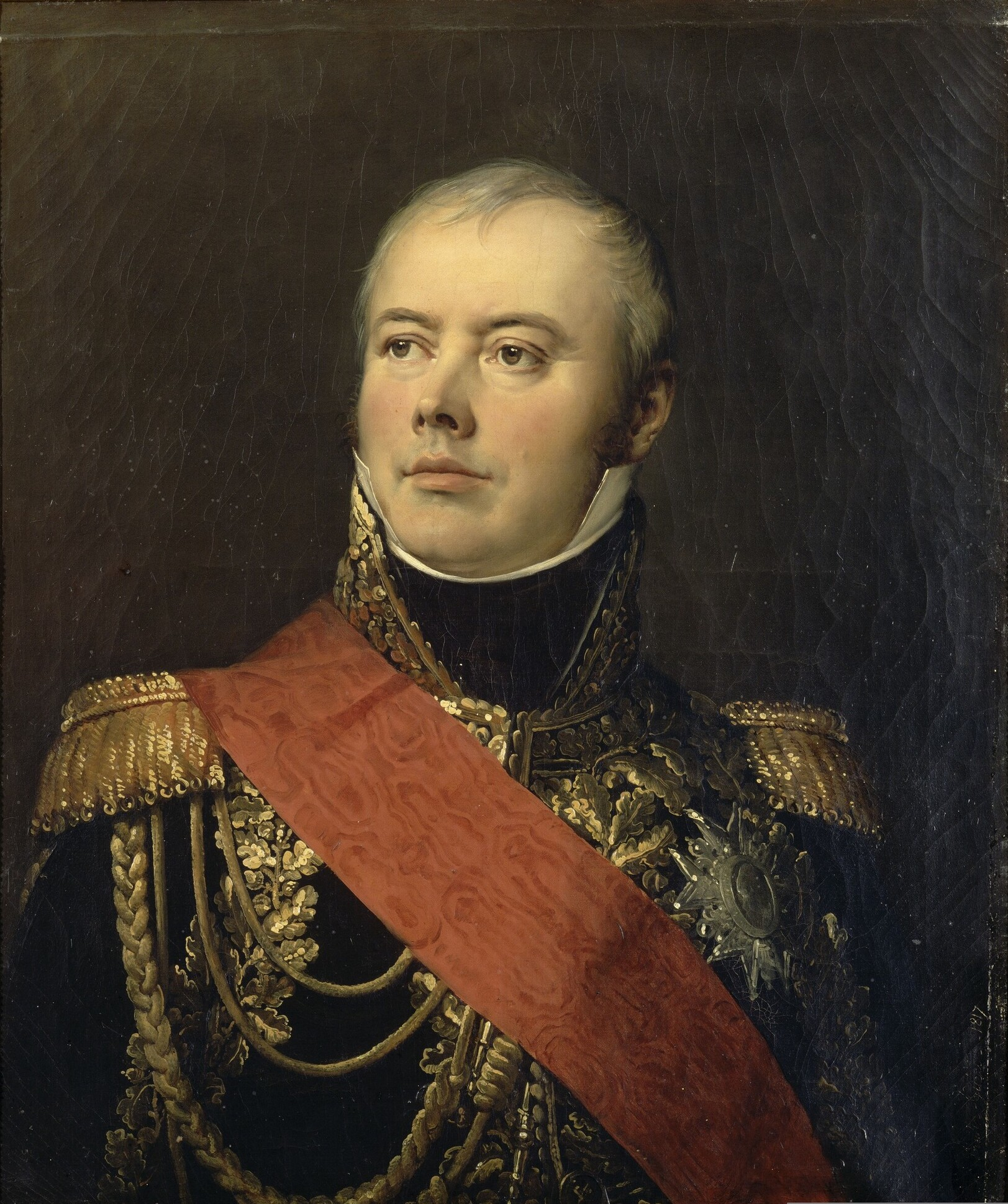
マクドナル

- ウディノ：タフな歩兵指揮官。(授与：1809年)

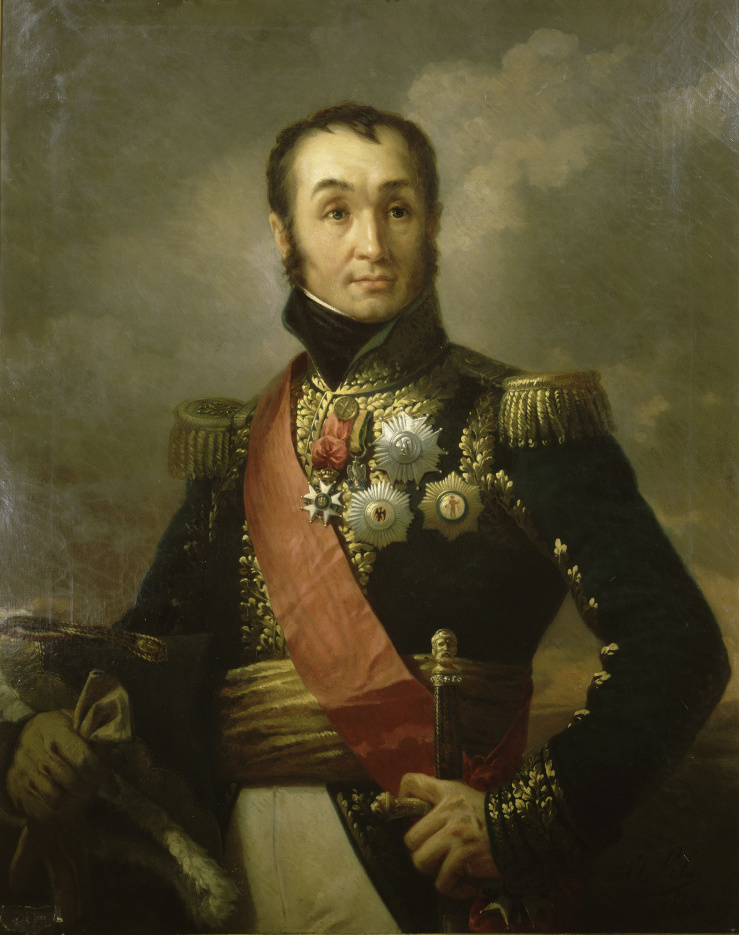
ウディノ

- マルモン：虚栄心が強く貪欲な砲兵指揮官。(授与：1809年)

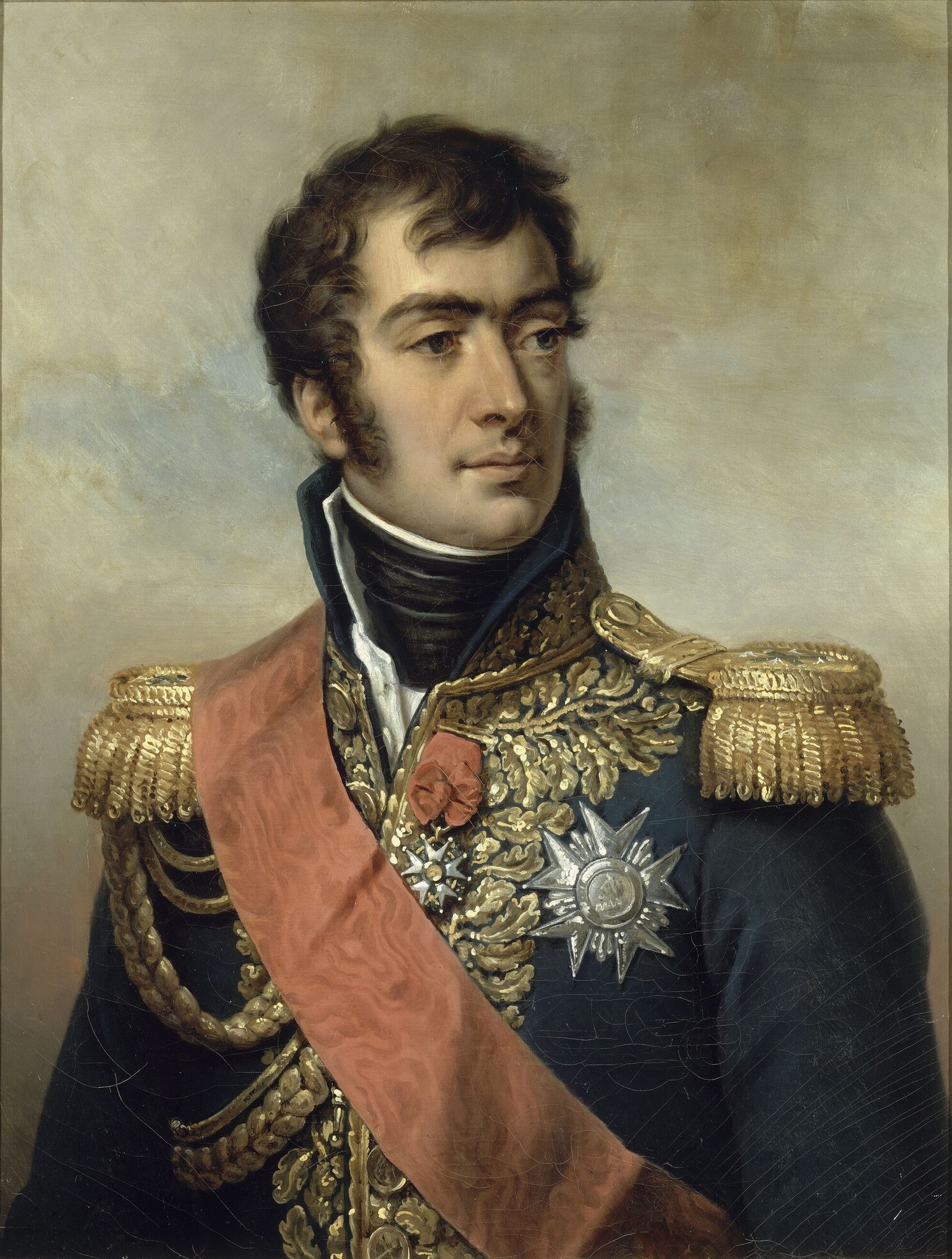
マルモン

- スーシェ：慈悲深い歩兵指揮官。政戦に優れた模範的な軍事司令官。(授与：1811年)

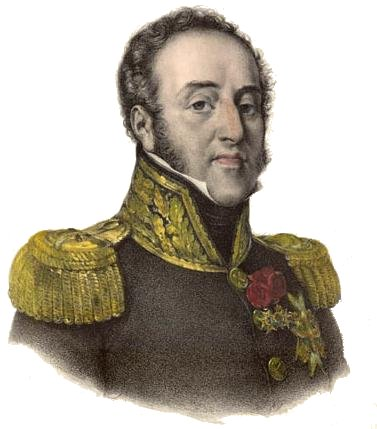
スーシェ

- サン=シール：宝（優秀な戦術指揮能力）を持ち腐れた元帥。飄々且つ冷酷な性格。(授与：1812年)

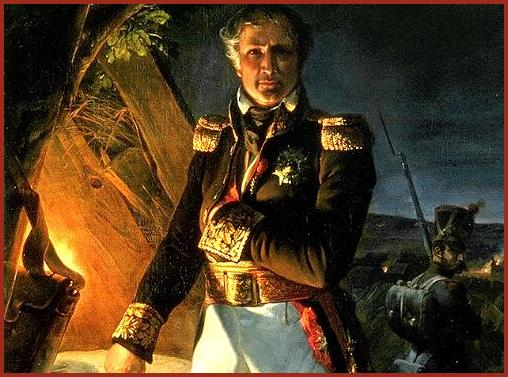
サン＝シール

- ポニャトフスキ：元帥中唯一の外国人。ポーランド軍団を率いて各地で奮闘。愛嬌のある性格。(授与：1813年)

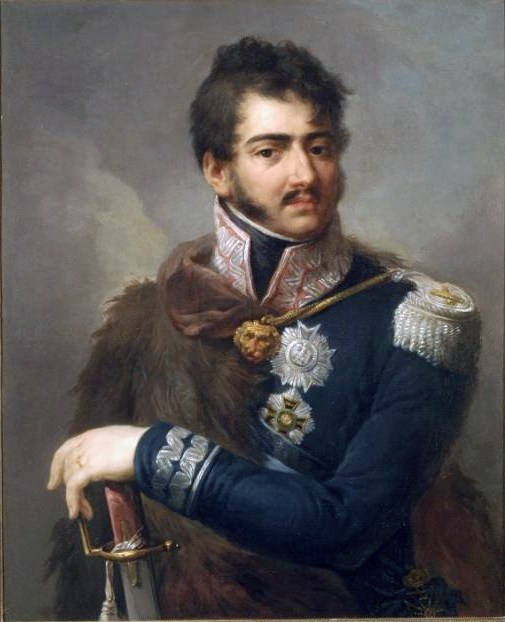
ポニャトウスキ

- グルーシー：愚直な騎兵指揮官。ワーテルローの戦いで失態を犯した。(授与：1815年)

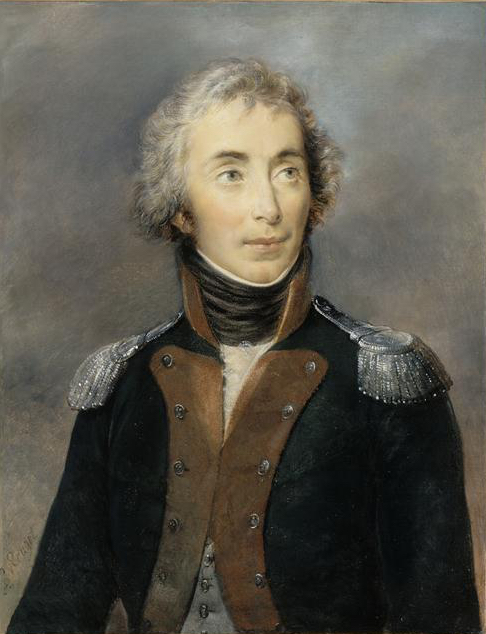
グルーシー

## 中将
中将は上級大将、軍団将軍、師団将軍の3階級で構成されていた。1788年の准将消滅以降、独立した大将位は存在しなかった。
上級大将(Colonel-Général)
各兵科の先任者が就任。
軍団将軍(Général en chef)
数万〜数十万単位の兵士を統括。
師団将軍(Général de division)
数千〜数万単位の兵士を統括。
- ヴァンダム：獰猛な騎兵指揮官。(授与:1799年)
- ヴェルディエ：優秀だが、向こう見ずな歩兵指揮官。(授与年:1799年)
- ギュダン：「不滅軍団」[3]の筆頭。勇猛且つ篤実。(授与:1800年)
- ジュノー：悲劇の歩兵指揮官。(授与:1801年)
- デュポン：ピンチに強い砲兵指揮官。(授与:1802年)
- E・ケレルマン：ケレルマン元帥の子。天才的な騎兵指揮官。血気盛ん。
- ラサール：伝説的な騎兵指揮官。アル中。(授与:1805年)
- コランクール：模範的な騎兵指揮官。(授与:1808年)
- モンブリュン：E・ケレルマン、ラサールに次いで優秀な騎兵指揮官。情熱的な性格。(授与:1809年)
- アリスプ：気骨逞しい騎兵指揮官。(授与:1809年)
- フォア：無難な歩兵指揮官。優秀な弁舌家。(授与:1811年)
- ベルトラン：優秀な工兵指揮官。ナポレオンの側近。縁の下の力持ち。(授与:1812年)
- ダブロウスキー：ポーランド軍団の創設者。祖国の国民的英雄。(授与:1812年)
- デルロン：優柔不断な戦術家。後のフランス元帥。(授与:1814年)
- ラマルク：豪放な戦術家。庶民から人気があった。(授与:1814年)

## 少将
少将位は旅団将軍のみ。
旅団将軍(Général de brigade)
1,500〜6,000人の兵士を統括。
- エブレ：卓抜した工兵指揮官。砲兵指揮官としても活躍。(授与:1805年)
- ジョミニ：当代を代表する軍事思想家。後にロシア軍に転向。(授与:1810年)
- セギュール：無難な騎兵指揮官。(授与:1810年)
- サンギュシュコ：ポーランドの名家サングシュコ家の子息。(授与:1812年)
- ラジヴィウ：ワルシャワ公国軍の将軍。(授与:1812年)
- ハインリヒ61世：ロイス＝ゲーラ侯国、ロイス家の子息。28歳の若さで戦死。(授与:1813年)
- カンブロンヌ：肝っ玉の据わった歩兵指揮官。「糞ったれ!」が代名詞。(授与:1813年)
- モントロン：ナポレオンの側近。良き助言者。(授与:1815年)
- ラベドワイエール：ワーテルローの戦い時のナポレオンの副官。皇帝の崇拝者。若干29歳で刑死。(授与:1815年)